# Lepidostemon everestianus
Lepidostemon everestianus är en korsblommig växtart som beskrevs av Al-shehbaz. Lepidostemon everestianus ingår i släktet Lepidostemon och familjen korsblommiga växter. Inga underarter finns listade i Catalogue of Life.